# Mark McKoy
Mark Anthony McKoy, kanadsko-avstrijski atlet, * 10. december 1961, Georgetown, Gvajana.
McKoy je v svoji karieri nastopil na poletnih olimpijskih igrah v letih 1984 v Los Angelesu, 1988 v Seulu in 1992 v Barceloni za Kanado ter 1996 v Atlanti za Avstrijo. Največji uspeh kariere je dosegel na igrah leta 1992, ko je osvojil naslov olimpijskega prvaka v teku na 110 m z ovirami, ob tem je bil leta 1984 četrti, leta 1988 pa sedmi. Na Svetovnem dvoranskem prvenstvu 1993 v Torontu je v teku na 60 m z ovirami zmagal, kot tudi v teku na 100 m z ovirami na igrah Commonwealtha v letih 1982 in 1986, leta 1982 je bil tudi srebrni v štafeti 4x100 m. Vpleten je bil v dopinško afero na olimpijskih igrah 1988 Bena Johnsona, zato je prejel dvoletno prepoved nastopov. Po končani prepovedi je nastopal za Avstrijo.
Njegov svak Winthrop Graham je nekdanji jamajški atlet.